# Eflornitina
Eflornitina, chimicamente il 2-(difluorometil)-DL-ornitina cloridrato monoidrato, è un inibitore irreversibile dell'ornitina decarbossilasi, un enzima chiave nella biosintesi delle poliamine che hanno un ruolo importante nella replicazione e differenziazione cellulare. Viene utilizzata come farmaco nel trattamento della tripanosomiasi africana (la cosiddetta malattia del sonno). Oltre che un'attività antiprotozoaria eflornitina svolge anche un'attività antineoplastica, e viene pure utilizzata per il trattamento dell'irsutismo facciale.

## Farmacodinamica
Eflornitina dopo applicazione topica inibisce irreversibilmente ornitina decarbossilasi, un enzima che catalizza la conversione di ornitina a putrescina, la quale svolge un ruolo importante nella divisione cellulare e la proliferazione del follicolo pilifero.
Eflornitina sembra uccidere i tripanosomi agendo come un inibitore suicida della ornitina decarbossilasi, inibendo la conversione a putrescina ma anche a spermidina, entrambi fattori necessari per la moltiplicazione cellulare. Questo enzima regola infatti la divisione cellulare catalizzando il primo passo nella biosintesi delle poliammine. Poiché l'inibitore ha un tempo di dimezzamento basso negli esseri umani, viene rapidamente distrutto,  mentre il turnover dell'enzima nel parassita è decisamente più lento. Ne consegue un danno preferenziale verso il parassita.

## Farmacocinetica
Dopo somministrazione per via orale il farmaco è ben assorbito dal tratto gastrointestinale. La biodisponibilità si aggira intorno al 55% circa. Dopo somministrazione topica eflornitina presenta invece un assorbimento percutaneo inferiore all'1%. L'emivita plasmatica della molecola è pari a circa 8 ore. Non è noto se eflornitina possa oltrepassare la barriera placentare e neppure se venga secreta nel latte materno umano. Il composto viene escreto dall'emuntorio renale, principalmente in forma immodificata.

## Usi clinici
L'eflornitina è usata nel trattamento della tripanosomiasi africana da Trypanosoma brucei gambiense.
 
Diffuso anche il suo utilizzo nel trattamento della polmonite da Pneumocystis jirovecii, malattia oggi frequente nei soggetti affetti da AIDS.

Nella forma di crema per uso topico, viene invece utilizzata per la cura dell'irsutismo.

È sotto studio l'efficacia dell'eflornitina cloridrato come antineoplastico.

## Dosi terapeutiche
L'eflornitina cloridrato può essere somministrata per via orale o endovenosa. Nel trattamento della tripanosomiasi il dosaggio oggi raccomandato è di 400 mg/kg/die da somministrare per via endovenosa per 14 giorni consecutivi. Nel trattamento della polmonite da Pneumocystis carinii, nei pazienti affetti da AIDS e refrattari o intolleranti alla terapia convenzionale con cotrimoxazolo o con pentamidina, si somministrano 400 mg/kg/die sciolti in un litro di glucosio al 5% per 14 giorni. In alternativa, si possono iniettare 400 mg/kg/die (suddivisi in 4 dosi frazionate) per via endovenosa per 10 giorni consecutivi; successivamente, si può diminuire il dosaggio a 300/kg/die da somministrare per 4 giorni per via endovenosa e per i successivi giorni per via orale.

## Effetti collaterali e indesiderati
Nei soggetti in trattamento si possono osservare diverse anormalità ematologiche. Queste anomalie ricorrono frequentemente, interessando dal 10 al 55% dei pazienti, e sono dose correlate, generalmente reversibili. Tra di esse si segnalano anemia, leucopenia, trombocitopenia  ed alopecia. 
Le convulsioni possono verificarsi approssimativamente nell'8% circa dei pazienti, ma potrebbero essere anche correlate con la malattia di base, piuttosto che con il farmaco stesso. Una perdita di udito reversibile si è verificata nel 30-70% dei soggetti trattati con terapia a lungo termine (oltre 4-8 settimane di terapia oppure una dose totale superiore ai 300 grammi). La percezione delle alte frequenze viene persa per prima, e di seguito si ha sordità per le medie e basse frequenze dell'udito. Poiché il trattamento per la tripanosomiasi africana è a breve termine, è improbabile che i pazienti possano sperimentare una perdita dell'udito.
 
A seguito della somministrazione orale possono comparire frequentemente disturbi gastrointestinali e tra questi dispepsia, nausea, vomito e specialmente diarrea.

La somministrazione topica può invece essere gravata da sensazione di prurito, parestesie (formicolio della pelle), bruciore oppure una sensazione pungente nella zona di applicazione. Sono stati anche segnalati eritema, rash cutaneo ed eruzione cutanea.

## Controindicazioni
Eflornitina è controindicata in caso di ipersensibilità nota al principio attivo oppure ad uno qualsiasi degli eccipienti contenuti nella formulazione farmacologica.